# Paweł Łysek
Paweł Łysek (ur. 27 sierpnia 1914 w Jaworzynce, zm. 15 lipca 1978 w Huntington) – polski pisarz, folklorysta i żołnierz.
Podczas II wojny światowej walczył w szeregach Polskich Sił Zbrojnych w Europie Zachodniej. W 1949 roku osiadł w Stanach Zjednoczonych. Wykładał na Uniwersytecie w Nowym Jorku. Przyczynił się do wprowadzenia do swojego programu nauki języka polskiego i literatury polskiej, zajmował się bibliotekarstwem. Łysek był członkiem amerykańskiego PEN Clubu, Polskiego Instytutu Nauki i Sztuki w Nowym Jorku, Polskiego Instytutu Nauki w Londynie; działalność odczytową i publicystyczną poświęcił m.in. utrwaleniu świadomości polskich praw do Ziem Zachodnich i Północnych; inspektor kontaktów Polonii z krajem, zwłaszcza z Cieszynem. Swoje utwory wydawał w Londynie.
W swych powieściach utrwalił ginący świat kultury górali beskidzkich.
W 1975 roku uhonorowany został Nagrodą Fundacji im. Kościelskich.
Jego prochy spoczywają na cmentarzu komunalnym w Istebnej.

## Wybrana twórczość
Źródło: 
- 1966: Przy granicy
- 1970: Twarde żywobycie Jury Odcesty
- 1973: Marynka, cera gajdosza
- 1977: Jano i jego zbójniccy kamraci
- 1960: Z Istebnej w świat (wspomnienia)
- 1966: Poszło na marne